# Michael Sambataro
Michael Matías Sambataro Oviedo (Buenos Aires, 4 dicembre 2002) è un calciatore dominicano con cittadinanza argentina, difensore del Cibao e della nazionale dominicana.

## Biografia
È nato in Argentina da padre argentino e madre dominicana.

## Carriera

### Club
Cresciuto nei settori giovanili di River Plate, San Lorenzo ed Huracán, nel 2023 è stato acquistato dal Güemes (SdE) con cui ha debuttato a livello professionistico il 5 febbraio nell'incontro di Primera B Nacional (seconda divisione argentina) perso 1-0 contro l'Agropecuario.
Al termine della stagione ha firmato un contratto con il Cibao, club della prima divisione dominicana.

### Nazionale
Ha giocato nella nazionale dominicana Under-20.
Ha debuttato con la nazionale maggiore dominicana l'8 settembre 2023 nell'incontro di CONCACAF Nations League perso 2-0 contro il Nicaragua.
Nel 2025 è stato incluso nella lista dei convocati per la CONCACAF Gold Cup 2025.

## Statistiche

### Cronologia presenze e reti in nazionale
| Cronologia completa delle presenze e delle reti in nazionale ― Rep. Dominicana | Cronologia completa delle presenze e delle reti in nazionale ― Rep. Dominicana | Cronologia completa delle presenze e delle reti in nazionale ― Rep. Dominicana | Cronologia completa delle presenze e delle reti in nazionale ― Rep. Dominicana | Cronologia completa delle presenze e delle reti in nazionale ― Rep. Dominicana | Cronologia completa delle presenze e delle reti in nazionale ― Rep. Dominicana | Cronologia completa delle presenze e delle reti in nazionale ― Rep. Dominicana | Cronologia completa delle presenze e delle reti in nazionale ― Rep. Dominicana |
| Data                                                                           | Città                                                                          | In casa                                                                        | Risultato                                                                      | Ospiti                                                                         | Competizione                                                                   | Reti                                                                           | Note                                                                           |
| ------------------------------------------------------------------------------ | ------------------------------------------------------------------------------ | ------------------------------------------------------------------------------ | ------------------------------------------------------------------------------ | ------------------------------------------------------------------------------ | ------------------------------------------------------------------------------ | ------------------------------------------------------------------------------ | ------------------------------------------------------------------------------ |
| 8-9-2023                                                                       | Santo Domingo                                                                  | Rep. Dominicana                                                                | 0 – 2                                                                          | Nicaragua                                                                      | CONCACAF Nations League 2023-2024 - 1° turno                                   | -                                                                              | 75’                                                                            |
| 11-9-2023                                                                      | Santo Domingo                                                                  | Rep. Dominicana                                                                | 3 – 0                                                                          | Montserrat                                                                     | CONCACAF Nations League 2023-2024 - 1° turno                                   | -                                                                              | 61’                                                                            |
| 13-10-2023                                                                     | Bridgetown                                                                     | Barbados                                                                       | 0 – 5                                                                          | Rep. Dominicana                                                                | CONCACAF Nations League 2023-2024 - 1° turno                                   | -                                                                              | 73’                                                                            |
| 16-10-2023                                                                     | Santiago de los Caballeros                                                     | Rep. Dominicana                                                                | 5 – 2                                                                          | Barbados                                                                       | CONCACAF Nations League 2023-2024 - 1° turno                                   | -                                                                              | 86’                                                                            |
| 17-11-2023                                                                     | Lookout                                                                        | Montserrat                                                                     | 2 – 1                                                                          | Rep. Dominicana                                                                | CONCACAF Nations League 2023-2024 - 1° turno                                   | -                                                                              | 72’                                                                            |
| 21-11-2023                                                                     | Managua                                                                        | Nicaragua                                                                      | 0 – 0                                                                          | Rep. Dominicana                                                                | CONCACAF Nations League 2023-2024 - 1° turno                                   | -                                                                              | 68’ 95’                                                                        |
| 23-3-2024                                                                      | Santiago de los Caballeros                                                     | Rep. Dominicana                                                                | 2 – 0                                                                          | Aruba                                                                          | Amichevole                                                                     | 1                                                                              | 83’                                                                            |
| 26-3-2024                                                                      | Lima                                                                           | Perù                                                                           | 4 – 1                                                                          | Rep. Dominicana                                                                | Amichevole                                                                     | -                                                                              | 46’                                                                            |
| 11-6-2024                                                                      | San Cristóbal                                                                  | Rep. Dominicana                                                                | 4 – 0                                                                          | Isole Vergini Britanniche                                                      | Qual. Mondiali 2026                                                            | -                                                                              |                                                                                |
| 7-9-2024                                                                       | Paynters                                                                       | Bermuda                                                                        | 2 – 3                                                                          | Rep. Dominicana                                                                | CONCACAF Nations League 2024-2025 - 1° turno                                   | -                                                                              | 21’                                                                            |
| 10-9-2024                                                                      | Paynters                                                                       | Rep. Dominicana                                                                | 2 – 0                                                                          | Dominica                                                                       | CONCACAF Nations League 2024-2025 - 1° turno                                   | -                                                                              |                                                                                |
| 12-10-2024                                                                     | Devonshire                                                                     | Antigua e Barbuda                                                              | 0 – 5                                                                          | Rep. Dominicana                                                                | CONCACAF Nations League 2024-2025 - 1° turno                                   | -                                                                              | 65’                                                                            |
| 16-11-2024                                                                     | Santiago de los Caballeros                                                     | Rep. Dominicana                                                                | 6 – 1                                                                          | Dominica                                                                       | CONCACAF Nations League 2024-2025 - 1° turno                                   | -                                                                              |                                                                                |
| 19-11-2024                                                                     | Santiago de los Caballeros                                                     | Rep. Dominicana                                                                | 6 – 1                                                                          | Bermuda                                                                        | CONCACAF Nations League 2024-2025 - 1° turno                                   | -                                                                              | 84’                                                                            |
| Totale                                                                         |                                                                                | Presenze                                                                       | 14                                                                             |                                                                                | Reti                                                                           | 1                                                                              |                                                                                |

## Palmarès

### Club

#### Competizioni nazionali
- Liga Dominicana de Fútbol: 1

Cibao: 2024